# بحر الأبخرة

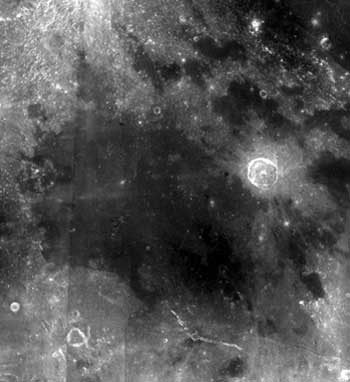
بحر الأبخرة

بحر الأبخرة  (باللاتينية: Mare Vaporum) هو بحر قمري يقع بين الحافة الجنوبية الغربية لبحر الصفاء والحافة الجنوبية الشرقية لبحر الأمطار.
كما هو الحال مع أغلب البحار القمرية، فإن التسمية تعود إلى سنة 1651 من الفلكي جيوفاني باتيستا ريتشيولي، الذي أصبحت تسمياته لها قياسية.